# 佐幕
佐幕（さばく）とは、動乱の幕末期によく使われた言葉で、「幕府を補佐する」の意。しばしば倒幕派と対比するために佐幕派とも呼ばれる。

## 概要
佐幕といっても、勤王・攘夷の志はあるものの、朝廷より征夷大将軍の宣下を受けて大政を預かっている幕府あってこその尊王攘夷である、という考えを持つものもいた（尊皇佐幕）。
佐幕は朝廷に反対意見などで対抗した。江戸幕府の場合、会津藩などが代表である。また箱館戦争を戦っても、のちに明治政府に出仕した大鳥圭介、榎本武揚及び江戸開城に尽力した勝海舟については含めない（瘠我慢の説）。山内豊信についても同様。また、小野友五郎（勘定奉行）や矢田堀鴻（海軍総裁）などは維新後に政府の閑職に就いている。

## 幕末の主な佐幕派の人物

### 皇族・公卿
- 孝明天皇 (第121代天皇)
- 中川宮 (皇族、国事御用掛)
- 二条斉敬 (関白、摂政)
- 九条尚忠 (関白)
- 近衛忠煕 (関白)

### 大名
- 松平容保（会津藩9代藩主）
- 南部利剛（南部藩14代藩主）
- 伊達慶邦（仙台藩13代藩主）
- 酒井忠篤（庄内藩11代藩主）
- 丹羽長国（二本松藩10代藩主）
- 阿部正静（白河藩8代藩主）
- 久世広文（関宿藩8代藩主）
- 水野勝知（結城藩10代藩主）
- 上杉斉憲（米沢藩12代藩主）
- 水野忠弘（山形藩3代藩主）
- 安藤信勇（磐城平藩7代藩主）
- 林忠崇（請西藩3代藩主）
- 松平正質（大多喜藩9代藩主）
- 竹腰正旧（今尾藩主）
- 堀直賀（村松藩11代藩主）
- 牧野忠訓（越後長岡藩12代藩主）
- 水野忠幹（紀伊新宮藩主）
- 本多忠鄰（山崎藩8代藩主）
- 板倉勝静（備中松山藩7代藩主）
- 酒井忠惇（姫路藩9代藩主）
- 小笠原長行（唐津藩世嗣）
- 松平定敬（桑名藩藩主）

### 幕臣
- 川路聖謨（勘定奉行、外国奉行）
- 木村芥舟（軍艦奉行、勘定奉行）
- 小栗忠順（勘定奉行、外国奉行）
- 中島三郎助（蝦夷共和国箱館奉行並）
- 栗本鋤雲（外国奉行）
- 人見勝太郎（遊撃隊隊士）
- 伊庭八郎（遊撃隊隊士）
- 近藤勇（新選組局長）
- 土方歳三（新選組副長）
- 天野八郎（旗本・彰義隊副頭取）
- 古屋 佐久左衛門（軍艦役並勤方）
- 西周 (目付)
- 榎本武揚 (軍艦頭・開陽丸艦長)
- 大鳥圭介 (幕府陸軍歩兵奉行)

### その他
- 雲井龍雄（米沢藩）
- レオン・ロッシュ（フランス駐日公使）
- 大槻磐渓（漢学者）
- 細谷十太夫（仙台藩士）
- 河井継之助（越後長岡藩）
- 日向内記（白虎隊長）
- 渡辺新左衛門在綱（尾張藩家老）
- 楢山佐渡（盛岡藩軍総大将）